# 汨罗市职业中专学校
汨罗市职业中专学校，是一所位于中华人民共和国岳阳市汨罗市的中等职业学校。前身系1938年创办的湖南私立青江学校，于1952年更名为湘阴县第二中学，1966年湘汨分县，随之更名为“汨罗县第二中学”，1975年学校曾一度改办五七大学，1983年改制创办为汨罗市职业中专，1996年经国家教育部批准为首批国家级重点职业中专，2012年确定为全国中等职业教育改革发展示范校项目建设单位。

## 历任校长
| 姓名 | 任期                  |
| ---- | --------------------- |
| 黄哲 | 2017.09.26-2022.10.27 |
| 张云 | 2022.10.28-           |